# 林明弘
林明弘（1964年11月6日—)，英文名Michael Lin）是日本東京出生他出生於日本東京的台灣裔美國藝術家。出生後移居台灣，9歲是全家移民美國，目前在比利時布魯塞爾和台灣台北生活、工作。林明弘被認為是台灣當代畫家和觀念藝術家領導者。

## 生涯
1964年，林明弘出生於東京，並在台灣長大。他是霧峰林家的後裔，林獻堂的曾孫。林明弘全家於1973年移民到美國洛杉磯，接受了南加州的多元文化，並對藝術和滑板產生了興趣。 
1990年畢業於洛杉磯奧蒂斯設計藝術學院，1993年獲得帕薩迪納藝術中心設計學院藝術碩士學位。藝術家丹尼爾·布倫（Daniel Buren）、丹·格雷厄姆（Dan Graham）和弗朗茨·韋斯特（Franz West），散文家伊萊恩·斯卡里及其關於身體文化的作品，台灣新浪潮電影導演，如侯孝賢、蔡明亮和楊德昌等人都對林明弘產生影響。
林明弘曾在台北、巴黎、布魯塞爾和上海擔任藝術家。2022年獲中華民國駐紐約臺北經濟文化辦事處邀請在辦事處大廳牆面設置17公尺、高8公尺的《島嶼生活》（Island Life）。

## 外部連結
- 官方网站